# Erketu ellisoni
Erketu ellisoni es la única especie conocida del género extinto Erketu (por "Erketu", dios de la mitología mongol) de dinosaurio saurópodo eusaurópodo, que vivió a mediados del período Cretácico, hace aproximadamente 100 millones de años, en el Albiense, en lo que hoy es Asia.

## Descripción
Erketu medía aproximadamente 16 metros de largo de los cuales la mitad, 8 metros pertenecen al cuello. El cociente cuello-cuerpo sería el máximo conocido, pero el tamaño del cuerpo es desconocido ya que no se conocen vértebras dorsales y se estima a partir de los miembros. El cuello largo de Erketu es el resultado de las vértebras individuales que son muy largas. Este cuello poseía entre 15 a 16 vértebras cervicales. Presentaba espinas dorsales de las vértebras cervicales anteriores bifurcadas. Otro rasgo inusual para un titanosauriforme. Las seis vértebras del cuello encontradas sugieren que el cuello de la muestra tenía unos 6 metros de largo, mientras que las partes de la pierna parecen indicar que el tronco es bastante corto. La bestia fue descrita por la prensa como el dinosaurio con el cuello relativamente más largo. Sin embargo, el número total de vértebras cervicales es incierto. Sin embargo, la relación vértebra cervical/tibia es más alta que con otros saurópodos. Los descriptores indicaron que la masa corporal era probablemente modesta. Gregory S. Paul estimó la longitud del cuerpo en 2010 en 15 metros, el peso en 5 toneladas.
En 2006 se dio una combinación única de características. Las vértebras cervicales anteriores son más alargadas que las de todos los otros saurópodos conocidos, hasta cinco veces más que las altas. Las vértebras cervicales delanteras tienen dientes bifurcados.
Las vértebras cervicales están muy neumatizadas con largos pleurocoelos. Las cámaras de aire laterales dejan solo una partición delgada en el medio. La vértebra cervical más larga conocida es la quinta con 489 milímetros. Las vértebras cervicales tienen cóndilos muy largos, facetas frontales llenas de baches en los centros que son más altas que anchas. Esto indica un cuello rígido que puede haber sido levantado oblicuamente. Más vértebras del cuello tienen una cresta muy desarrollada entre la proyección de la articulación delantera y la proyección lateral. Esto podría haber servido como un conducto para el músculo cervical ascendente que se superpuso a varias vértebras y ayudó a estirar el cuello. Al igual que con las aves, este músculo corre entre el tubérculo y el ansa y en el caso de la costatransversia, habría habido una conexión entre la parte posterior de la médula espinal y la diapófisis en los saurópodos. Los descriptores se inspiraron para usar los términos de la anatomía aviar en la descripción de estas vértebras, algo que el experto en saurópodos Jeffrey A. Wilson expresó alegremente en un artículo posterior de ese año. Las espinas bifurcadas podrían apuntar a un cuello que se mantuvo bajo porque un tendón más profundo entre su horquilla habría tenido un mejor apalancamiento en esa posición. La parte inferior de la pierna es muy similar a la de Gobititan.

## Descubrimiento e investigación
Los fósiles se encontraron en Bor Guvé, Aimag Dornogov, Mongolia. En 2002, un equipo del Museo Americano de Historia Natural en Bor Guvé encontró el esqueleto de un saurópodo en el Desierto de Gobi. Las vértebras cervicales delanteras sobresalían del suelo del desierto y la secuencia parecía continuar en las rocas hacia atrás. Después de eso, también se encontraron partes del tronco y las extremidades. El tipo de Erketu ellisoni fue nombrado en 2006 y descrito por Daniel T. Ksepka y Mark Norell. El nombre genérico se refiere a Erketü Tengri, el Dios Poderoso, el dios creador de los mongoles. El nombre de la especie honra a Mick Ellison, un ilustrador paleontológico que ha trabajado mucho para el Museo Americano de Historia Natural.
El holotipo IGM 100/1803 se encontró en una capa que no pudo fecharse bien en 2006, pero en cualquier caso pertenece al período Cretácico Inferior. Consiste en un esqueleto parcial sin cráneo. Incluye las cinco vértebras cervicales delanteras, una pieza de la sexta vértebra cervical, el esternón derecho, la tibia derecha, la pierna derecha, el fémur derecho y el talón derecho. Es un individuo maduro.

## Clasificación
Se lo coloca generalmente junto a Euhelopus en la familia Euhelopodidae de Eusauropoda, aunque un análisis filogenético de los saurópodos indica que Erketu es un Somphospondyli basal, más estrechamente vinculado a Euhelopus que a Titanosauria. 